# Marinada
A marinada é uma técnica culinária que consiste em colocar um alimento, geralmente uma peça de carne, numa mistura de água, sal, temperos e algum componente ácido, como o vinagre.
Os ingredientes podem ficar a marinar desde alguns minutos até várias horas. A marinada era, primitivamente, uma forma de conservar os alimentos. Atualmente, é usada com diferentes fins, como amaciar a carne, realçar sabor e adicionar (ou retirar) humidade, conforme o tipo de tempero utilizado. Também é uma forma de cozedura ou pré-cozedura, já que o ácido age sobre a carne, desnaturando as proteínas.
Outra técnica, usada no México pré-colombiano, é temperar a carne com mamão cru. A papaína, presente na polpa da fruta, rompe as fibras da carne, que assim solta o seu caldo.